# Lokalny lemat Lovásza
Lokalny lemat Lovásza – twierdzenie w rachunku prawdopodobieństwa podające warunek wystarczający istnienia w danej przestrzeni probabilistycznej zdarzenia elementarnego, które jest niezależne względem ustalonej, skończonej liczby innych zdarzeń. Twierdzenie to jest uogólnieniem trywialnego warunku mówiącego, iż takie zdarzenie istnieje, gdy prawdopodobieństwo każdego z pozostałych rozważanych zdarzeń jest mniejsze od 1 i zdarzenia te są niezależne.
Twierdzenie to zostało udowodnione w 1975 roku przez Paula Erdősa i László Lovásza.

## Twierdzenie
Niech {\displaystyle A_{1},A_{2},\dots ,A_{n}} będą zdarzeniami pewnej przestrzeni probabilistycznej, {\displaystyle J(1),J(2),\dots ,J(n),} będą podzbiorami zbioru {\displaystyle \{1,2,\dots ,n\},} a {\displaystyle \gamma _{1},\gamma _{2},\dots ,\gamma _{n}} będą liczbami rzeczywistymi, {\displaystyle 0<\gamma _{i}<1} dla {\displaystyle i=1,2,\dots ,n.} Jeżeli {\displaystyle A_{i}} jest niezależne od {\displaystyle \{A_{j}:j\notin J(i)\cup {i}\}} oraz
{\displaystyle \mathbb {P} (A_{i})\leqslant \gamma _{i}\prod _{j\in J(i)}(1-\gamma _{j}),}
to
{\displaystyle \mathbb {P} (\bigcap _{j=1}^{n}{\bar {A_{j}}})\geqslant \prod _{j=1}^{n}(1-\gamma _{j}).}

## Interpretacja grafowa
Twierdzenie w powyżej przedstawionej formie może wydawać się skomplikowane i nieefektywne. Dlatego też wygodnie jest skorzystać z następującej interpretacji grafowej. Niech {\displaystyle G=(V,E)} będzie grafem, którego wierzchołki odpowiadać będą naszym zdarzeniom, natomiast krawędzie łączyć będą te wierzchołki, dla których zdarzenia im odpowiadające są zależne. Tzn. zbiór wierzchołków {\displaystyle V=\{1,2,\dots ,n\}} stanowią indeksy zdarzeń {\displaystyle A_{i},} {\displaystyle E=\{(i,j):i\in J(j)\}.} Strukturę taką nazywamy grafem zależności. Jest to o tyle wygodne, że jeżeli stopnie wierzchołków w tym grafie {\displaystyle \deg _{G}(i),} będą „wystarczająco małe”, to praktyczna staje się następująca wersja lokalnego lematu Lovásza:
Lemat Lovásza w języku grafów
Niech {\displaystyle G=(V,E)} będzie grafem zależności dla zdarzeń {\displaystyle A_{1},A_{2},\dots ,A_{n}.} Jeżeli istnieją {\displaystyle \gamma _{1},\gamma _{2},\dots ,\gamma _{n},} {\displaystyle 0<\gamma _{i}<1,} takie, że dla każdego {\displaystyle i}
{\displaystyle \mathbb {P} (A_{i})\leqslant \gamma _{i}\prod _{j:(i,j)\in E}(1-\gamma _{j}),}
to prawdziwa jest następująca nierówność:
{\displaystyle \mathbb {P} (\bigcap _{j=1}^{n}{\bar {A_{j}}})\geqslant \prod _{j=1}^{n}(1-\gamma _{j}).}

## Wnioski
W zastosowaniach najczęściej stosuje się poniższy wniosek.
Wniosek
Niech {\displaystyle G} będzie grafem zależności dla zdarzeń {\displaystyle A_{1},A_{2},\dots ,A_{n}} takim, że:
1. {\displaystyle \mathbb {P} (A_{i})\leqslant p} dla każdego {\displaystyle i\in \{1\dots ,n\},}
2. {\displaystyle \deg _{G}(i)\leqslant d} dla każdego {\displaystyle i\in \{1\dots ,n\},}
3. {\displaystyle e\cdot p\cdot (d+1)\leqslant 1.} ({\displaystyle e} jest tutaj podstawą logarytmu naturalnego).

Wtedy {\displaystyle \mathbb {P} (\bigcap _{j=1}^{n}{\bar {A_{j}}})>0.}
Wniosek ten otrzymuje się, podstawiając {\displaystyle \gamma _{1}=\gamma _{2}=\ldots =\gamma _{n}={\frac {1}{d+1}},} gdzie {\displaystyle d\geqslant 2.}

## Zastosowania
Lokalny lemat Lovásza stosuje się, w probabilistycznych dowodach istnień pewnych struktur o zadanych własnościach. Definiuje się odpowiednią przestrzeń probabilistyczną, której elementami będą dane struktury i udowadnia, że z niezerowym prawdopodobieństwem można wybrać z niej element o żądanej własności. W tym celu określa się zdarzenia {\displaystyle A_{i}} i np. stosując powyższe twierdzenia pokazuje, że nie pokrywają one całej przestrzeni.